# Abdou N'Diaye
Abdourahmane N'Diaye, detto Abdou (Dakar, 24 giugno 1953), è un ex cestista e allenatore di pallacanestro senegalese.

## Carriera
Con il Senegal ha disputato i Giochi olimpici di Monaco 1972.